# W pogoni za meteorytem
W pogoni za meteorytem (cz. Objev na Střapaté hůrce) – czechosłowacki czarno-biały film dla dzieci z 1962 w reżyserii Karela Steklýego. 

## Obsada
- Jiří Polák jako Ivan Veselský
- Vojtěch Zoula jako Pavel Kubec
- Růžena Dvořáková jako Alena
- Ivana Vacková jako Miluška
- Jaromír Sudek jako Matuš, brat Aleny
- Otomar Korbelář jako profesor Říha
- Valtr Taub jako dr Modr
- Stanislav Remunda jako dr Přibyl
- Ludmila Vendlová jako Jílková
- Bohumil Bezouška jako Kubr
- Libuše Řídelová jako Veselská, matka Ivana
- Otto Šimánek jako Veselský, ojciec Ivana
- Gustav Heverle jako kierowca Vosátka
- Oldřich Lukeš jako kierowca Suchánek
- Jaroslav Moučka jako gajowy Štefan